# Сямялішкіс
Сямялішкіс (лит. Semeliškės, пол. Siemieliszki, традиційна білоруська назва Сумілішкі)  — містечко, що входить в межі Електренайського самоврядування, Вільнюського повіту, розташоване на захід від Тракаю, на річках Стрева, Дабінта та Бержуолє при шосе KK221 Вієвіс — Аукштадварис. Сямялішкіс — старовинне місто, відоме костелом святого Лаврентія, 1783 року з чудотворною іконою святого Роха, покровителя селян. Відстань до міста Електренай — 16 км, до Вільнюса — 49 км.

## Походження назви
Вважається, що назва походить від власного західнобалтійського імені Саміліс. Згідно з легендою ім'я належало пруському ватажку.

## Історія

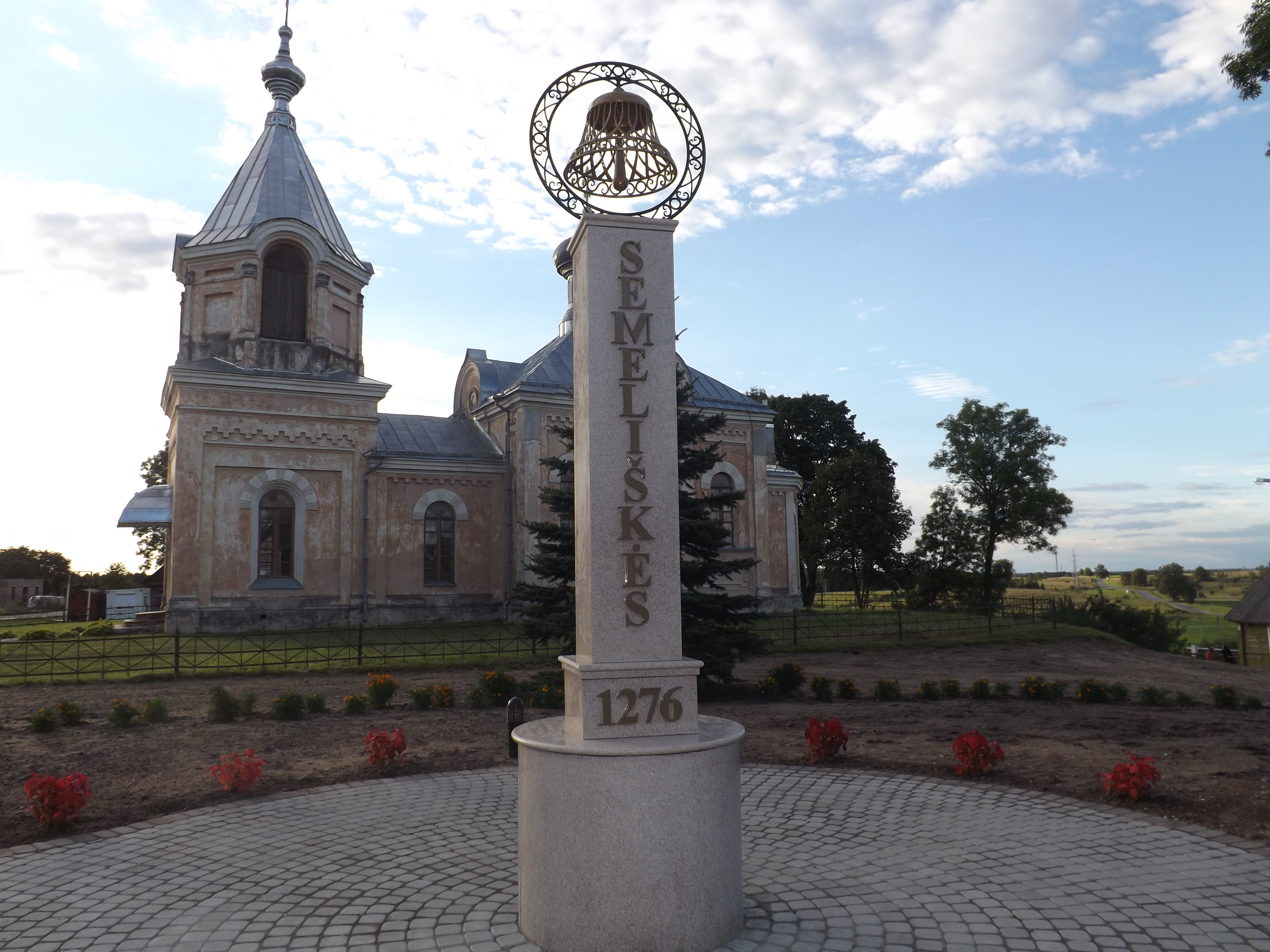
Монумент на честь 740 річниці заснування містечка, споруджений 2016 року

Вважається, що поселення було засноване близько 1276–1283 рр., коли князь Тройден дозволив прусам та західним литовцям, що втекли від хрестоносців, оселитися тут. 1375 року вперше згадується село Сямялішкіс.
У 1413 році Сямялішкіс увійшов в склад Троцького повіту Троцького воєводства.
1501 року князь Олександр Ягеллончик заснував першу церкву. Містечко багато разів страждав від пожеж та воєн.
Від XVIII століття містечком правив дворянський рід Завішів.
У 2002 році був затверджений герб Сямялішкіса.

## Демографія
| Динаміка населення з 1868 по 2011 |          |      |          |          |          |          |
| 1868                              | 1897пер. | 1901 | 1902     | 1923пер. | 1959пер. | 1970пер. |
| 410                               | 968      | 500  | 785      | 878      | 587      | 623      |
| 1979пер.                          | 1982     | 1986 | 1989пер. | 2001пер. | 2011пер. | -        |
| 675                               | 540      | 556  | 691      | 660      | 580      | -        |
| Гістограма динаміки населення     |          |      |          |          |          |          |

## Голокост

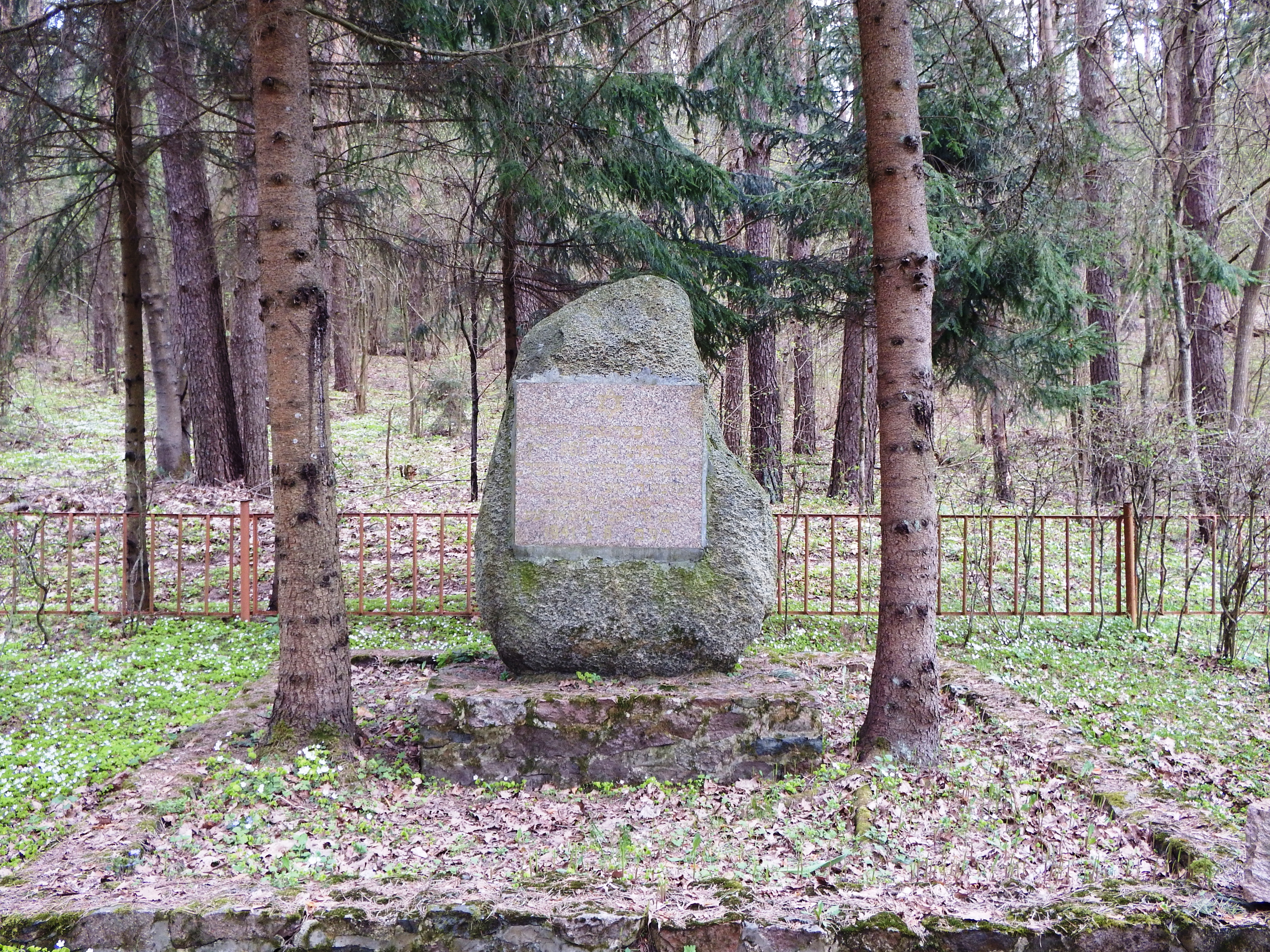
Пам'ятник розстріляним євреям

На північний схід від Сямялішкіса розташоване місце масового розстрілу євреїв. 6 жовтня 1941 року було вбито та поховано 962 євреїв Сямялішкіса, Жасляю та Вієвіса: 213 чоловіків, 359 жінок та 390 дітей. До розстрілу євреїв утримували в колишньому будинку культури в Сямялішкісі.

## Пам'ятки
- Костел святого Лаврентія (1774)
- Водяний млин (XIX ст.)
- Єврейське кладовище
- Церква Святого Миколая (1894—1895, муравйовка)